# ザポリージャ・コサック

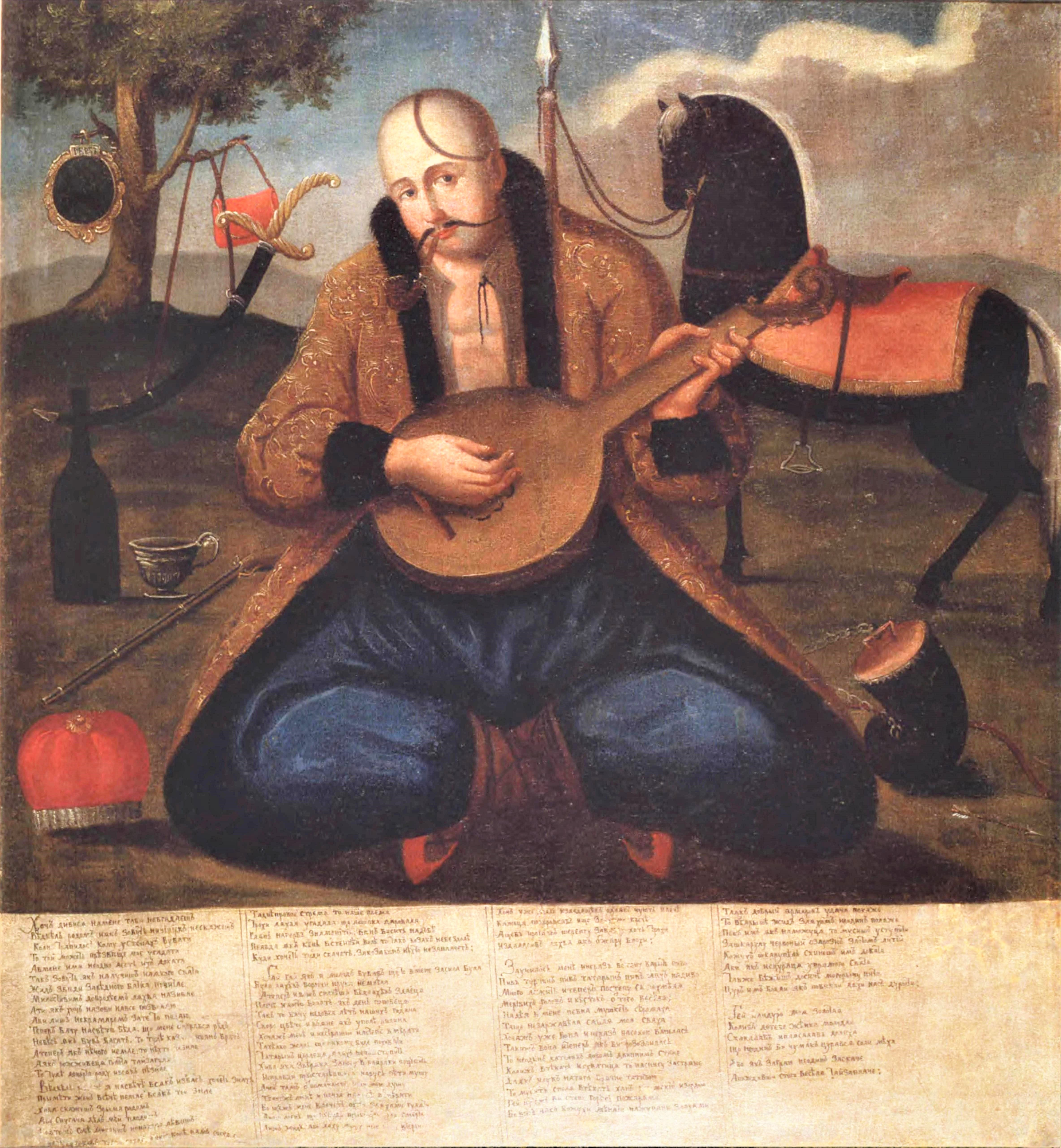
コサック・ママイ

ザポリージャ・コサック（ウクライナ語: Військо Запорозьке Низове、ポーランド語: Wojsko Zaporoskie、英語: Zaporozhian Cossacks）は、16世紀から18世紀にかけて、現在のウクライナ中部のドニプロ川下流域に存在したコサックの集団であり、軍事組織である。彼らは東ヨーロッパの歴史において重要な役割を果たし、その軍事力と独立精神で知られていた。

## 歴史

### 起源と成立
ザポリージャ・コサックの起源は15世紀後半にまで遡る。当時、ドニプロ川下流域はリトアニア大公国の一部であったが、中央政府の支配が弱く、逃亡農民や冒険家、自由を求める人々が集まる辺境地帯となっていた。彼らは自らを「コサック」（トルコ語で「自由人」の意）と呼び、狩猟や漁撈で生計を立てながら、独自の共同体を作って生活していた。
16世紀に入ると、オスマン帝国とその同盟国であるクリミア・ハン国の脅威が高まり、コサックたちは自衛のために軍事組織を形成するようになった。これがザポリージャ・コサックの始まりである。

## ザポリージャのシーチ
ザポリージャ・コサックはドニプロ川の急流地帯である「ザポリージャ」（ウクライナ語で「滝の向こう」の意）に、要塞化した拠点である「シーチ」（ウクライナ語で「切り倒された場所」の意）を築き、ここを拠点に活動した。シーチは軍事的な拠点であると同時に、コサックたちの政治・経済の中心地でもあった。彼らは独自の法と慣習に基づいて自治を行い、ヘーチマンと呼ばれる指導者を選出した。

## 黄金時代と衰退

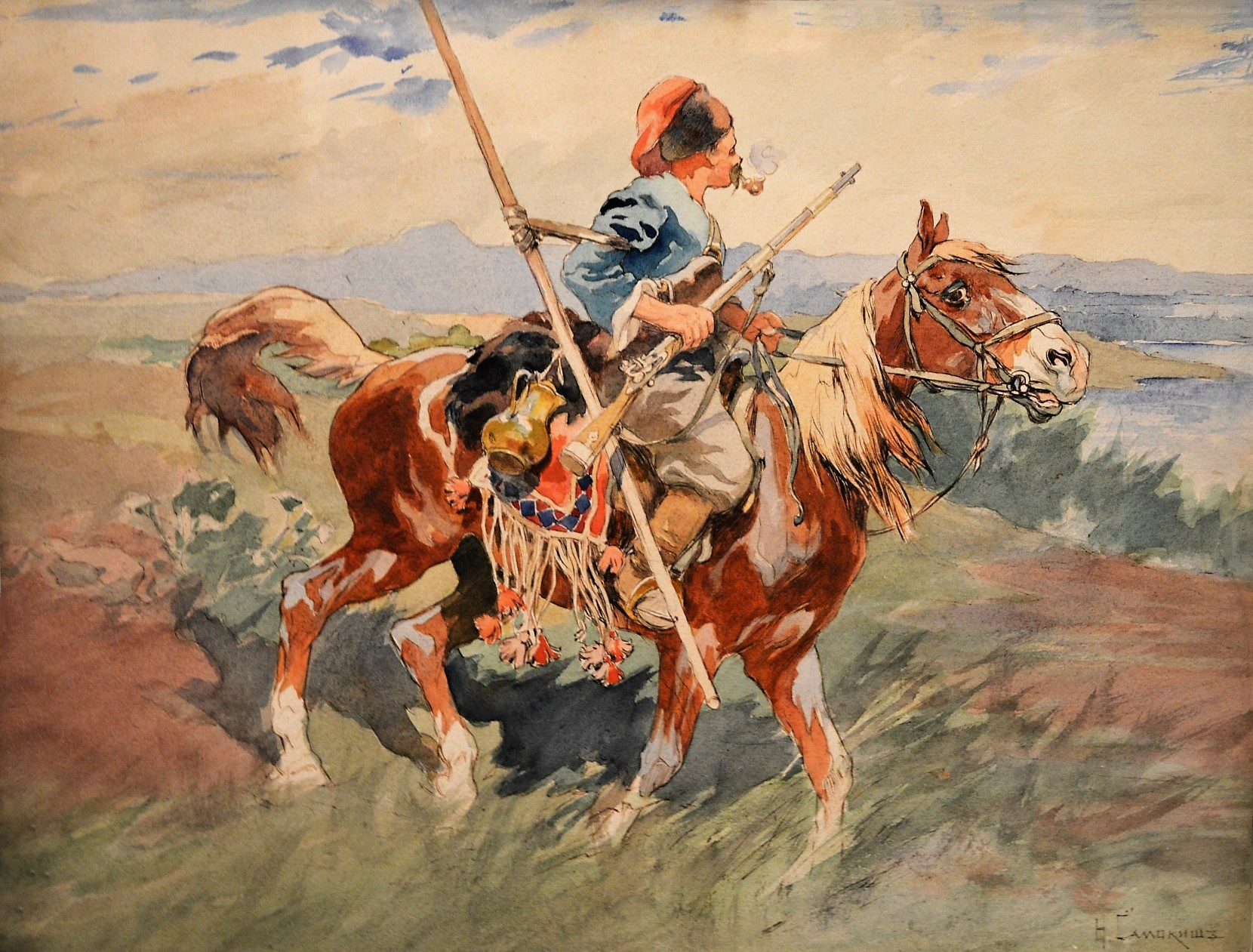
ミコラ・サモキシュ「馬に乗ったウクライナのコサック」

17世紀、ザポリージャ・コサックはその軍事力と独立精神で周辺諸国の注目を集めた。彼らはポーランド・リトアニア共和国やオスマン帝国、ロシア・ツァーリ国などとの戦争に明け暮れ、多くの逸話を残した。
しかし、18世紀になると、ザポリージャ・コサックは内部対立や周辺諸国の圧力によって弱体化していった。1775年、ロシア女帝エカチェリーナ2世はザポリージャ・コサックの独立を認めず、シーチを壊滅させた。

### 後世への影響
ザポリージャ・コサックはウクライナの国民的英雄として、その歴史と文化に大きな影響を与えた。彼らの独立精神、勇気、自由への愛は、ウクライナ人の民族意識を形成する上で重要な役割を果たした。